# محاكمات هامبورغ رافنسبروك

محاكمة هامبورغ رافنسبورك الأولى عام 1947، لحظة النطق بالحكم في هامبورغ، روثيرباوم.

محاكمات هامبورغ رافنسبورك هي سلسلة من سبع محاكمات لجرائم حرب ضد مسؤولي معسكر اعتقال رافنسبروك الذي احتجزته السلطات البريطانية في منطقة احتلالها في ألمانيا بعد نهاية الحرب العالمية الثانية. تم الاستماع إلى هذه المحاكمات أمام محكمة عسكرية، كان من بين ثلاث إلى خمس قضاة ضباط ومحامين بريطانيين. شملت المحاكمات محاكمة ضباط الأمن الخاص بالمعسكر، الأطباء، الحراس الذكور، الحراس الإناث وعدد قليل من السجناء السابقين الذين عذبوا أو أساءوا معاملة السجناء الآخرين. في المجموع، تمت محاكمة 38 مذنب في هذه المحاكمات السبع، 21 منهم من النساء.
تم تنفيذ عمليات الإعدام المتعلقة بهذه المحاكمات في سجن هاملين على يد الجلاد البريطاني ألبرت بيربوينت. أجريت جميع المحاكمات السبع في كوريوهاوس في حي هامبورج في روثيرباوم.

## المحاكمة الأولى
تم إجراء المحاكمة الأولى في 5 ديسمبر 1946 حتى 3 فبراير 1947 ضد ستة عشر من موظفي معسكرات الاعتقال في رافنسبروك، تم إعلان جميعهم مذنبين. توفي أحد المهتمين خلال المحاكمة في حين تم تنفيذ حكم الإعدام على المهتمين (باستثناء سالفكوارت) في يومي 2-3 مايو 1947 في سجن هاملين.
نجح ثلاثة من المدعى عليهم، زعيم المعسكر، لاجيركوماندانت فريتز سوهرين، إلى جانب «زعيم العمل» هانز بفلوم وشنايدرميستر فريدريش أوبيتز في الهروب من السجن قبل المحاكمة الأولى. ألقي القبض على أول اثنين منهم تحت أسماء مفترضة في عام 1949. تم تسليم الأثنين إلى السلطات الفرنسية وإجراء محاكمة أخرى له تم الحكم عليهم فيها بالإعدام من قبل فرقة إطلاق النار في 12 يونيو 1950. في حين تمت محاكمة أوبيتز في نوفمبر 1947.

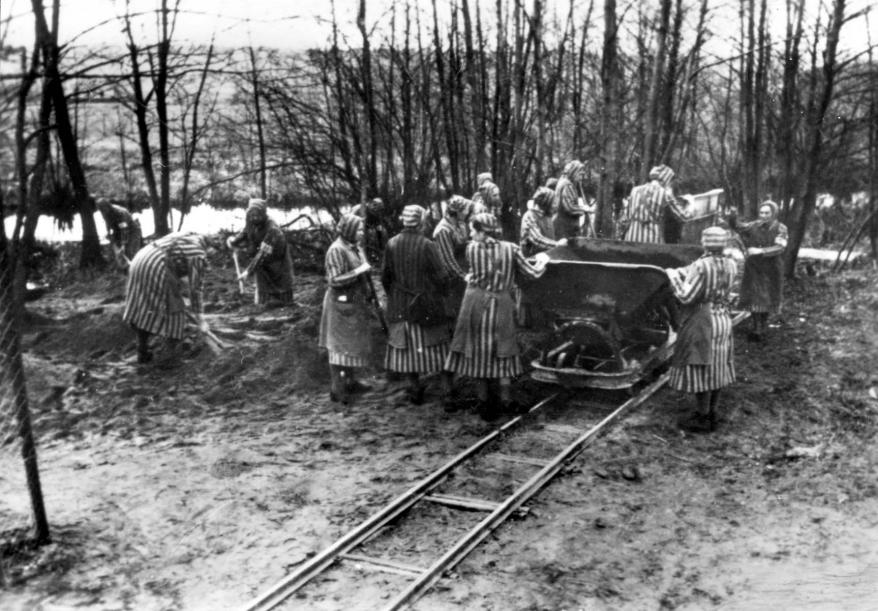
سجينات معسكر رافنسبورج عام 1939

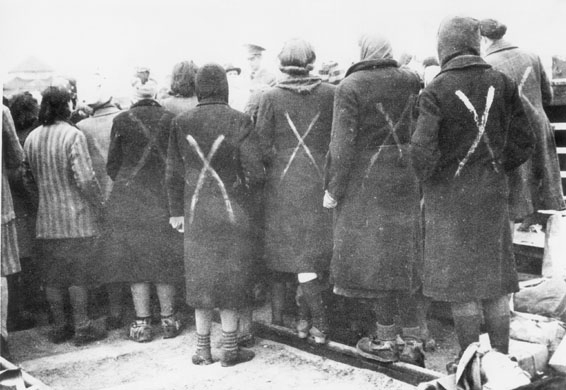
تجمع سجينات معسكر رافنسبورج عند وصول أعضاء منظمة الصليب الأحمر، العلامة البيضاء على الرداء توضع على السجينات.

| #  | المدعي عليه                  | المنصب              | الحكم                                                 |
| -- | ---------------------------- | ------------------- | ----------------------------------------------------- |
| 1  | يوهان شوارزوبر               | نائب قائد المعسكر   | الموت، أعدم في 3 مايو 1947                            |
| 2  | غوستاف بيندر (عضو شوتزشتافل) | حارس                | الموت، أعدم في 3 مايو 1947                            |
| 3  | هاينريش بيترز                | حارس                | السجن لمدة 15 سنة؛ تم اطلاق صراحه في 18 مايو 1955     |
| 4  | لودفيج رامدر                 | مفتش من غيستابو     | الموت، أعدم في 3 مايو 1947                            |
| 5  | مارتن هيلينجر                | طبيب                | السجن لمدة 15 سنة؛ تم اطلاق صراحه في 14 مايو 1955     |
| 6  | رولف روزنتال                 | طبيب                | الموت، أعدم في 3 مايو 1947                            |
| 7  | غيرهارد شيدلوسكي             | طبيب                | الموت، أعدم في 3 مايو 1947                            |
| 8  | بيرسيفال تريت                | طبيب                | الموت؛ انتحر في 8 أبريل 1947 قبل تنفيذ الحكم          |
| 9  | أدولف وينكلمان               | طبيب                | توفي أثناء المحاكمة في 1 فبراير 1947                  |
| 10 | دوروثيا بينز                 | مساعد رئيس الحراس   | الموت، أعدم في 2 مايو 1947                            |
| 11 | غريتا بوسيل                  | رئيس قسم المختبر    | الموت، أعدم في 3 مايو 1947                            |
| 12 | مارغريت ميويس                | حارس                | السجن لمدة 10 سنوات؛ تم اطلاق صراحة في 26 فبراير 1952 |
| 13 | إليزابيث مارشال              | ممرضة               | الموت، أعدم في 3 مايو 1947                            |
| 14 | كارمن موري                   | جاسوسة، سجينة موظفة | الموت؛ انتحر في 9 أبريل 1947 قبل تنفيذ الحكم          |
| 15 | فيرا سالفيكوارت              | سجينة موظفة         | الموت، أعدم في 2 يونيو 1947                           |
| 16 | يوجينيا من سكين              | سجينة موظفة         | السجن لمدة 10 سنوات، أفرج عنه في 21 ديسمبر 1951       |

## محاكمة رافنسبروك الثانية
استمرت محاكمة رافنسبروك الثانية من يوم 5 إلى يوم 27 نوفمبر 1947. كان المتهم الوحيد في تلك المحاكمة هو فريدريش أوبيتز البالغ من العمر 49 عاما آنذاك، قائد مصنع الملابس في المعسكر في الفترة ما بين يونيو 1940 حتى أبريل 1945.
تم استعادته بعد هروبه السابق من السجن مع فريتز سوهرين وهانس بفلاوم (انظر أعلى). أثناء المحاكمة، أدين أوبيتز بضرب النساء بالهراوات والأحزمة والقبضات بالإضافة إلى تجويعهن وإبقائهن في ساحة المعسكرات لفترات طويلة وإرسالهم إلى غرفة الغاز لكونهم (وفقا لوصفه) «عديمي الفائدة» فضلا عن الركل مما تسبب في مقتل سجينة تشيكية بحد أدنى.
حكم على أوبيتز بالإعدام ونفذ الحكم في 26 يناير 1948.

## محاكمة رافنسبروك الثالثة
تم توجيه الاتهام خلال محاكمة رافنسبروك الثالثة «محاكمة يوكرمارك» المقامة في الفترة ما بين 14 أبريل إلى 26 أبريل 1948 إلى خمسة من مسؤولي معسكر اعتقال يوكرمارك بتهمة سوء معاملة النساء والمشاركة في اختيار النساء لغرفة الغاز.
يقع معتقل يوكرمارك الفرعي على بعد 1 ميل تقريبا من معسكر اعتقال رافنسبروك. تم افتتاحه في مايو 1942 كامتداد لرافنسبروك للفتيات اللاتي تتراوح أعمارهن بين 16-21 عاما، يتم اختيار مسئولي المعسكر من قبل إدارة معسكر رافنسبروك. عند بلوغ الفتاة الحد الأعلى للسن يتم إرسالها إلى معسكر رافنسبروك. تم إغلاق سجن الأحداث في يناير 1945، بالرغم من استخدام البنية التحتية له في إبادة نساء رافنسبروك المرضى، وغير الفعالة والأكبر من 52 عاما بالغاز.
| المدعى عليه    | المنصب             | الحكم                                                           |
| -------------- | ------------------ | --------------------------------------------------------------- |
| جوهانا براش    | مفتش جنائي، حارس   | براءة                                                           |
| لوت توبرينز    | قائد المعسكر       | براءة                                                           |
| ألفريد موهنيكي | مساعد رئيس المعسكر | السجن لمدة 10 سنوات؛ تم إطلاق صراحه في 14 يونيو 1952            |
| مارغريت رابي   | حارس               | السجن مدى الحياة؛ خفضت في 1950 إلى 21 سنة؛ صدر في 16 يونيو 1959 |
| روث نيوديك     | حارس               | الموت؛ أعدم في 29 يوليو 1948                                    |

تمت تبرئة كلا براك وتوبرينتز لأنهما كانا يعملان في الفترة التي كان فيها المعسكر للأحداث فقط ولم تكن هناك نساء تابعة لقوات الحلفاء آنذاك.

## محاكمة رافنسبروك الرابعة
تم انعقاد محاكمة رافنسبروك الرابعة في الفترة ما بين مايو- 8 يونيو 1948. كان المتهمون فيها جميع أعضاء الطاقم الطبي للمعتقل بالإضافة إلى نزيله كانت تعمل كممرضة. تمحورت التهم مرة أخرى على سوء المعاملة والتعذيب وإرسال النساء التابعة لقوات الحلفاء إلى غرف الغاز.
| المدعي عليه  | المنصب | الحكم                                                           |
| ------------ | ------ | --------------------------------------------------------------- |
| بينو أوريندي | طبيب   | الموت؛ تم إطلاق صراحه في 17 سبتمبر 1948                         |
| والتر سونتاج | طبيب   | الموت؛ تم إطلاق صراحه في 17 سبتمبر 1948                         |
| مارثا هاكي   | ممرضة  | السجن لمدة 10 سنوات؛ تم إطلاق صراحه في 1 يناير 1951 لأسباب طبية |
| ليزبيث كرزوك | ممرضة  | السجن لمدة 4 سنوات؛ تم إطلاق صراحها 3 فبراير 1951               |
| جيردا جانزر  | ممرضة  | الموت                                                           |

كانت جانزر قد حوكمت بالفعل بسبب أنشطتها في رافنسبروك في عام 1946 أمام محكمة عسكرية روسية وتمت تبرئتها. لكن تمت إدانتها في هامبورغ وحكم عليها بالإعدام. في 3 يوليو 1948، تم تخفيف الحكم من إعدام إلى السجن مدى الحياة. تم تخفيفه مرة أخرى إلى 21 عاما فقط في عام 1950 ثم إلى 12 عاما في عام 1954 حتى أفرج عنها في 6 يونيو 1961.

## محاكمة رافنسبروك الخامسة
في المحاكمة الخامسة، اتُهم ثلاثة من أفراد قوات الأمن الخاصة بقتل نزلاء الحلفاء. استمرت المحاكمة في الفترة من 16 إلى 29 يونيو 1948. صدرت الأحكام في 15 يوليو 1948.
| المدعي عليه  | المنصب         | الحكم                                              |
| ------------ | -------------- | -------------------------------------------------- |
| آرثر كونراد  | حارس شوتزشتافل | الموت؛ أعدم في 17 سبتمبر 1948                      |
| هاينريش شيفر | حارس شوتزشتافل | السجن لمدة عامين؛ تم إطلاق صراحه في 28 أكتوبر 1949 |
| والتر شينك   | حارس شوتزشتافل | السجن لمدة 20 سنة؛ تم إطلاق صراحه في 3 أغسطس 1954  |

## محاكمة رافنسبروك السادسة
استمرت هذه المحاكمة من 1 إلى 26 يوليو 1948. واتُهم كلا المتهمين بإساءة معاملة نزلاء الحلفاء.
| المدعي عليه | المنصب         | الحكم                                                              |
| ----------- | -------------- | ------------------------------------------------------------------ |
| كورت لاور   | حارس شوتزشتافل | السجن لمدة 15 سنة؛ تم إطلاق صراحه في 7 مايو 1955                   |
| كورت روكسل  | حارس شوتزشتافل | السجن لمدة 10 سنوات ؛ تم إطلاق صراحه في 26 سبتمبر 1954 لأسباب طبية |

## محاكمة رافنسبروك السابعة
أخيرًا، حوكم ستة من أفيشيرينين (مراقبات المعسكرات) في الفترة من 2 إلى 21 يوليو 1948. كانت التهم تتعلق بإساءة معاملة نزلاء الحلفاء والمشاركة في اختيار النزلاء لغرفة الغاز.
| المدعي عليه              | المنصب              | الحكم                                   |
| ------------------------ | ------------------- | --------------------------------------- |
| لويس برونر               | كبير الحراس         | السجن لمدة 3 سنوات                      |
| آنا فريدريك ماتيلد كلاين | كبير الحراس         | براءة لنقص الأدلة                       |
| إيما زيمر                | مساعدة كبير الحراس  | الموت؛ تم تنفيذ الحكم في 20 سبتمبر 1948 |
| كريستين هولثوير          | مأمور               | براءة لنقص الأدلة                       |
| إيدا شريتر               | مشرف من وزارة العمل | الموت؛ تم تنفيذ الحكم في 20 سبتمبر 1948 |
| إلس فيتيرمان             | حارس                | السجن لمدة 12 سنوات                     |

## وصلات خارجية
- المهتمات في محاكمات هامبروغ رافنسبروك- نظام المكتبات والمعلومات بجامعة أولدنبورغ، عام 1998. بالألمانية.

### فيديوهات
- محاكمات هامبورغ رافنسبروك عام 1947.
- النطق بالحكم على أطباء معسكر هامبورغ رافنسبروك.
- أشهر 10 نساء في معسكرات رافنسبورك.